# Operació unària
Es defineix com a operació unària aquella operació matemàtica, que només necessita l'operador i un únic operand (argument) perquè es pugui calcular un valor.
Per exemple, la funció valor absolut «| |» és un operador unari, perquè només necessita un argument.
També podem veure que: donat un conjunt A, el complement d'un element x de A és un altre element y de A, definint a y com el complement de X:
{\displaystyle {\begin{array}{rcl}\sim \colon A&\to &A\\x&\mapsto &y\mathop {:=} \sim x\end{array}}}
Amb el que hem del complement és una operació unària interna, si a cada element x de A li correspon un únic element y d'A, sent y el complement de x.
El nombre d'arguments d'una funció s'anomena aritat.

## Exemples de llenguatges de programació

### Família C
En la família de llenguatges de programació C, els operadors següents són unaris:
- Increment: ++x, x++
- Decrement: −−x, x−−
- Adreça: &x
- Indirecció: *x
- Positiu: +x
- Negatiu: −x
- El complement: ~x
- Negació lògica: !x
- Sizeof: sizeof x, sizeof(nom-tipus)
- Cast: (type-name) expressio-conversio